# T-64BM Boulat
Pour les articles homonymes, voir Boulat.
Le T-64BM Boulat (en ukrainien : Т-64БМ Булат) est un char de combat ukrainien, basé sur le T-64B soviétique,. Il est notamment doté d'un nouveau canon KBA3 de calibre de 125 mm de fabrication ukrainienne, d'un blindage réactif Nizh, d'un système de protection active Varta et d'un système de vision nocturne TO1-KO1ER,.
Développé en 1999, il est produit pour la première fois en 2005 et 17 exemplaires entrent en service la même année dans les forces armées ukrainiennes. En 2017, on compte environ 100 exemplaires livrés, puis, en 2021, le total atteint environ 720 unités de différents types en service.
Ce char est utilisé au combat pendant la guerre russo-ukrainienne, d’abord à partir de 2014, quand éclate la guerre du Donbass, puis lors de l’invasion de l'Ukraine par la Russie, depuis 2022.

## Caractéristiques
- Poids : 45 tonnes
- Vitesse : 60 km/h
- Équipage : 3 hommes
- Armement principal : 125 mm KBA3
- Armement secondaire : 
  - mitrailleuse CT-12 antiaérienne
  - Mitrailleuse coaxiale 7,62 mm KT-7.62
- Blindage : blindage composite, blindage réactif, acier